# Doliops bitriangularis
Doliops bitriangularis es una especie de escarabajo del género Doliops, familia Cerambycidae. Fue descrita científicamente por Breuning en 1947.
Habita en Filipinas. Los machos y las hembras miden aproximadamente 13 mm.